# Алберт Остермайер
Алберт Остермайер (на немски: Albert Ostermaier) е немски поет, белетрист, драматург, преводач и график, роден в Мюнхен.

## Творчески път
Алберт Остермайер следва архитектура, право и германистика в Мюнхенския университет. На двадесет и една годишна възраст публикува първата си стихосбирка „Отказване от посоката на света“ (1988). След една година издава стихосбирката „Преобразуващ тон“ (1989). В 1990 г. поетът получава Мюнхенската литературна стипендия и става ръководител на проекта за Поетическа работилница и за фестивални срещи в Байройт. Публикува стихосбирките „Не във Венеция“ (1991) и „Сърце Стих Изказ“ (1995). Първото си литературно отличие Остермайер получава в 1995 г. – „Наградата за поезия на ПЕН центъра на Лихтенщайн“. През сезона 1996 – 1997 поетът работи като драматург в Националния театър на Манхайм. Публикува стихосбирката „Чужди тела в плътна близост“  (1997).
По случай стогодишнината от рождението на Бертолт Брехт Остермайер създава за Баварския държавен театър пиесата „The Making Of B.-Movie“ (1998). В този театър получава ангажимент като драматург за сезона 1999 – 2000. Тогава публикува и стихосбирката „Heartcore“ [Ядка на сърцето] (1999). А през 2000 г. е художествен ръководител на поетическия фестивал „Лирика край Лех“. Излиза стихосбирката му „Автокино“ (2001). През 2001 г. Остермайер е гостуващ писател в Нюйоркския университет. Следващата му стихосбирка е „Слънчево сплитане“ (2004). В 2005 г. поетът е избран от управата на град Аугсбург за художествен ръководител на новосъздаден културен фестивал. По-късните поетически книги на Алберт Остермайер са сборник с репортажи и стихотворения „Вратарят е винаги там, където боли“ (2006), стихосбирката „Полярно“ (2006) и книгата с любовна поезия „За началото на нощта“ (2007).
Лириката и драмите на Алберт Остермайер са преведени на повече от двадесет езика, а като най-успешен съвременен немски драматург пиесите му се играят по цял свят – в Лос Анджелис, Ню Йорк, Атина, Сантяго де Чили, Киев, Техеран и др.
Поетът се установява да живее трайно в родния си град Мюнхен.

### Поезия
- Verweigerung der Himmelsrichtung (1988)
- umWaelZTon (1989)
- Nicht in Venedig (1991)
- Herz-Vers-Sagen (1995)
- fremdkörper hautnah (1997)
- Heartcore (1999)
- Autokino (2001)
- Solarplexus (2004)
- Polar (2006)
- Für den Anfang der Nacht. Liebesgedichte (2007)
- Wer sehen will. Gedichte zu Photographien von Pietro Donzelli (2008, 2009)
- Venedig – Die Unsichtbare. Gedichte zu Photographien von Christopher Thomas (2012)
- Flügelwechsel. Fussball Oden (2014)
- Außer mir. Gedichte (2014)

### Проза
- Scherbenmorgen (1990) в антологията „Erste Einsichten“
- Zephyr (2008)
- Schwarze Sonne scheine (2011)
- Leben und sterben lassen (2012)
- Die Liebende (2012)
- Seine Zeit zu sterben (2013)
- Lenz im Libanon (2015)

### Драматургия
- Zwischen zwei Feuern. Tollertopographie (1993)
- Zuckersüss & Leichenbitter oder: vom kaffee-satz im zucker-stück (1996)
- Tatar Titus (1997)
- The Making Of. Radio Noir (1998)
- Heartcore Theater (2000)
- Death Valley Junction (2000)
- Erreger (2000)
- Letzter Aufruf (2000)
- Fliegenfänger (2000)
- Es ist Zeit. Abriss (2001)
- Katakomben (2001)
- 99 Grad (2001)
- Vatersprache (2002)
- Auf Sand (2003)
- Nächte unter Tage (2005)
- Nach den Klippen (2005)
- Ersatzbank (2006)
- Der Torwart ist immer dort, wo es weh tut (2006)
- Schwarze Minuten (2007)
- Fratzen (2009)
- Sing für mich, Tod! Ein Ritual für Claude Vivier (2009)
- Bühnenversion zu Das Leben der Anderen von Florian Henckel von Donnersmarck (2009)
- Aufstand (2011)
- Halali (2011)
- Ein Pfund Fleisch (2012)
- Call me God (2012)
- Schwarze Sonne scheine (2012)
- Spiel ohne Ball (2014)
- Madame Bovary (2014)
- Gemetzel (2015
- MOIS NON PLUS (2015)

### Либрето
- Fingerkuppen (2001)
- Crushrooms (2005)
- Die Tragödie des Teufels (2010)
- Leila und Madschnun, Musiktheaterstück basierend auf der Dichtung Laili und Madschnun des persisch schreibenden, aserbeidschanischen Dichters Nezāmi (Nizami) aus dem Jahre 1188 (2010)

### Радиопиеси
- Tatar Titus (1985)
- Zuckersüss & Leichenbitter oder: vom kaffee-satz im zucker-stück (1997)
- Radio Noir (1999)
- Heartcore Theater (1999)
- Calcuttaphonie (2000)
- Erreger (2001)
- Vatersprache (2003)
- Bewegungsmelder (2004)
- Polar (2007)

## Награди и отличия
- 1995: Lyrik-Preis des PEN Liechtenstein
- 1997: „Награда Ернст Толер“
- 1998: Übersetzerpreis des Goethe-Instituts für Tatar Titus
- 1998: Hubert-von-Herkomer-Preis der Stadt Landsberg am Lech
- 2000: „Награда Ернст Хоферихтер“
- 2001: Writer-in-Residence an der New York University
- 2003: „Награда Клайст“
- 2010: „Награда Бертолт Брехт“
- 2011: „Литературна награда на вестник „Велт““
- 2014: 4. Saarbrücker Poetikdozentur für Dramatik
- 2015: Mitglied Bayerische Akademie der Schönen Künste